# Скотт Сміт (футболіст)
Скотт Сміт (англ. Scott Smith, нар. 6 березня 1975, Крайстчерч) — новозеландський футболіст, що грав на позиції захисника.
Виступав, зокрема, за клуби «Ротергем Юнайтед» та «Вокінг», а також національну збірну Нової Зеландії.

## Клубна кар'єра
У дорослому футболі дебютував 1993 року виступами за команду «Ротергем Юнайтед», в якій провів чотири сезони, взявши участь у 36 матчах третього за рівнем дивізіону Англії і 1996 року виграв з командою Трофей Футбольної ліги.
З 1997 року став виступати за «Вокінг» з Національної конференції, п'ятого за рівнем дивізіону Англії. Відіграв за клуб з Вокінга наступні шість сезонів своєї ігрової кар'єри.
Згодом з 2003 по 2007 рік грав у складі команд «Кінгстоніан» та «Бейсінгсток Тауні» у шостому, сьомому і восьмому за рівнем дивізіоні країни, а завершив ігрову кар'єру у команді «Бізлі», за яку виступав протягом 2007—2008 років у десятій за рівнем лізі Англії.

## Виступи за збірну
4 лютого 1998 року дебютував в офіційних матчах у складі національної збірної Нової Зеландії в товариській грі проти Чилі (0:0), а вже наступного року поїхав з командою на її дебютний Кубок конфедерацій 1999 року у Мексиці, на якому Сміт зіграв у одному матчі проти США, а його збірна не вийшла з групи.
На Кубку націй ОФК 2000 року у Французькій Полінезії Сміт зіграв у трьох іграх, з Таїті, Соломоновими островами та Австралією, а його команда поступилась австралійцям у фіналі і здобула лише «срібло».
За два роки на домашньому Кубку націй ОФК 2002 року Сміт, зігравши у двох матчах, з Таїті та Папуа-Новою Гвінеєю, здобув титул переможця турніру. Це дозволило збірній і Скотту ще раз поїхати на розіграш Кубка конфедерацій 2003 року. На турнірі у Франції Сміт взяв участь у одній грі, і ця гра проти французів (0:5) 22 червня стала останньою для Сміта у збірній.
Всього протягом кар'єри у національній команді, яка тривала 6 років, провів у її формі 28 матчів.

## Титули і досягнення
- Володар Кубка націй ОФК: 2002
- Срібний призер Кубка націй ОФК: 2000